# Касби (посёлок)
Касби (узб. Kasbi  / Касби) — посёлок городского типа, расположенный на территории Касбийского района Кашкадарьинской области Республики Узбекистан.
Статус посёлка городского типа с 2009 года.

## Население
По данным переписи 2000 года, в посёлке проживало 17 200 человек.